# Bom selvagem

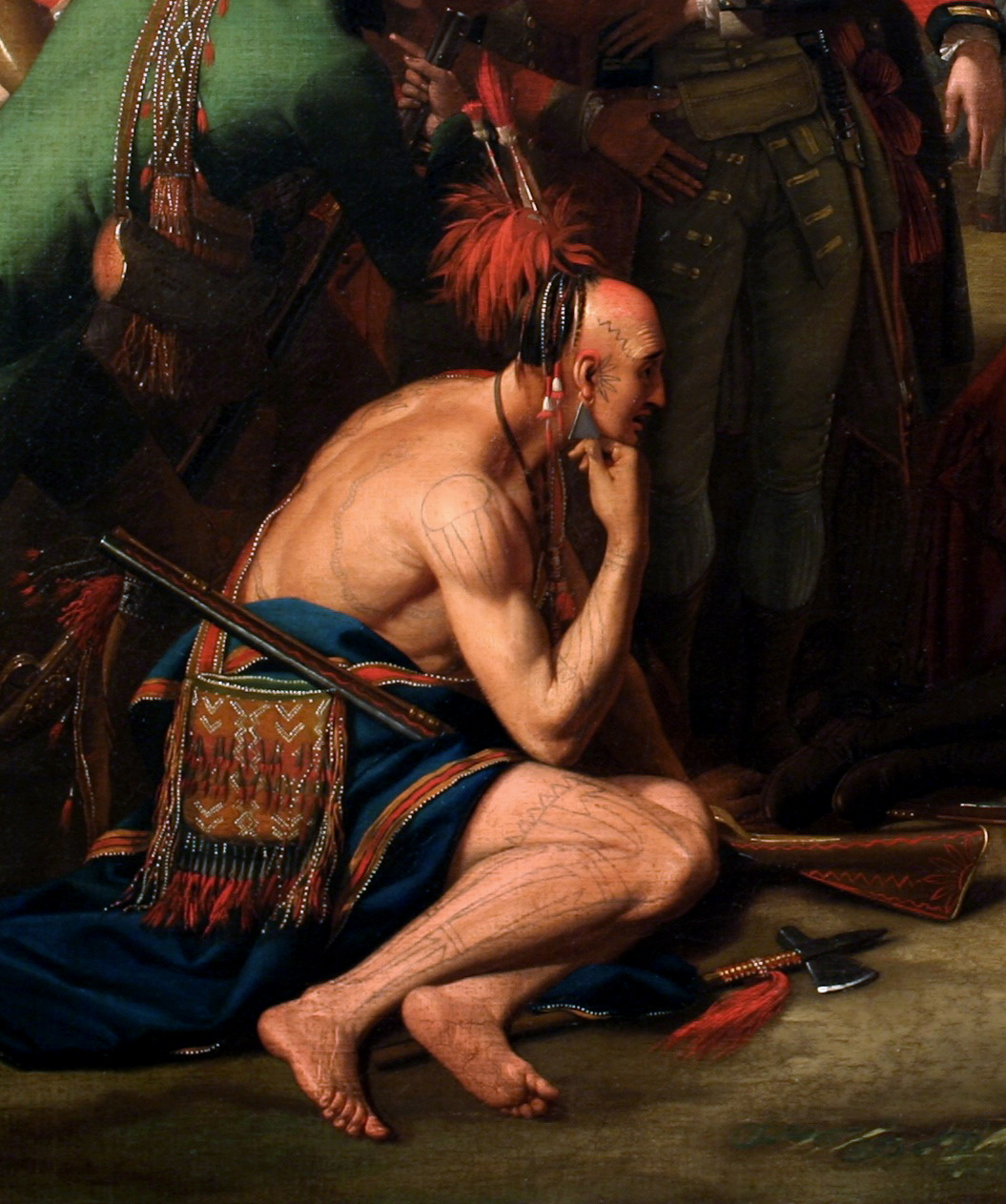
Detalhe do quadro histórico neoclássico The Death of General Wolfe (1771), retratando um índio norte-americano idealizado.

O bom selvagem ou mito do bom selvagem é um personagem modelo ou tópico literário na literatura e no pensamento antropológico da Idade Moderna, que nasce na Europa a partir do primeiro contato com as populações indígenas da América. A popularização do conceito é atribuída a filósofos iluministas como Rousseau, que teorizou uma humanidade naturalmente boa, ingênua e que seria corrompida por um processo civilizatório.

## O descobrimento do outro
Desde o famoso texto de Cristóvão Colombo em que diz haver chegado ao paraíso terreno, a imaginação tratou de atribuir todo tipo de bondades ingênuas aos indígenas (os naturais, como os chamavam nos documentos espanhóis da época). A isto também contribuiu em grande parte Bartolomé de las Casas com seu Brevísima Relación de la Destrucción de las Indias. O papel de parte do clero, de teólogos como os da Escola de Salamanca e dos próprios reis pode ver-se na convocatória da Junta de Burgos e a Junta de Valladolid, que discutiam sobre a natureza e a justificação da conquista e a exploração econômica da América (polêmica dos justos títulos ou da guerra aos naturais) e o corpo legislativo das leis das Índias. A Fábula Negra ampliou por toda a Europa a visão positiva de seres humanos em estado de natureza mortificados pelos abjetos espanhóis, que resumiriam todos os vícios e degenerações do homem civilizado. 

## A extensão do mito
As utopias do século XVI (Erasmo de Rotterdam, Elogio da Locura; Tomás Moro, Utopia) e obras como a de Baltasar Gracián (El Criticón) no século XVII, levam à definitiva discussão da natureza humana como má por natureza (Leviathan de Hobbes) ou boa por natureza, como pretendeu o Iluminismo (sobretudo Rousseau), que volta a "descobrir" exemplos de bons selvagens nas ilhas do Pacífico (tropicais e paradisíacas como as Antilhas, com indígenas nus de fácil trato e natureza pródiga) que descrevem viajantes como James Cook e produzem histórias como a do motim do Bounty.
Também contribuiu à extensão do uso do conceito o descobrimento das crianças salvagens ou crianças selvagens (Victor de Aveyron e Kaspar Hauser), que por sua vez tiveram tratamento literário e cinematográfico, por si mesmos ou como inspiração. 

## Cultura popular
O "bom selvagem" muitas vezes mapeia para raças não corrompidas em gêneros de ficção científica e fantasia, muitas vezes deliberadamente como um contraste com culturas mais avançadas "decaídas", em filmes como Avatar e literatura, incluindo Ghân-buri-Ghân em O Senhor dos Anéis. Exemplos de personagens bons selvagens famosos na fantasia e na ficção científica que são bem conhecidos são Tarzan, criado por Edgar Rice Burroughs, Conan, o Bárbaro, criado por Robert E. Howard, e John, de Admirável Mundo Novo. Ka-Zar, Thongor e outros são menos conhecidos. Tarzan, Conan e John são conhecidos não apenas por meio de sua literatura, mas também por adaptações para o cinema e outros materiais licenciados.